# ويكي توريستس
ويكي توريستس هو نادي كرة قدم نيجيري مقره في باوتشي [الإنجليزية]، ويلعب حاليًا في الدوري النيجيري الممتاز بعد ترقيته من دوري الدرجة الثانية الوطني النيجيري بعد موسم 2014. الراعي الرسمي للفريق هو حكومة ولاية باوتشي.